# Привовчанська загальноосвітня школа
Привовчанська загальноосвітня школа І-ІІІ ступенів — україномовний навчальний заклад І-III ступенів акредитації у селі Привовчанське, Павлоградського району Дніпропетровської області.

## Загальні дані
Привовчанська загальноосвітня школа І-ІІІ ступенів розташована за адресою: вул. Перемоги, 11, село Привовчанське (Павлоградський район) — 51490, Україна.
Директор закладу — Бугай Лариса Анатоліївна.
Мова викладання — українська.
Профільна направленість: Філологічний.
Школа бере участь у регіональних та міжнародних освітніх програмах: Модернізація сільської освіти Дніпропетровщини.
Привовчанська загальноосвітня середня школа єдина серед сільських закладів області стала переможцем Всеукраїнського конкурсу «Школа сприяння здоров’ю-2006».
В школі створено мікроботанічний сад "Магнолію", у якому вирощується близько 250 рослин із Червоної Книги України.

## Історія школи
Історія школи починається з часів побудови споруди у 1928 році, тоді Привовчанська школа існувала, як Олексіївська семирічка, директором якої був Сорокотяга Олексій Петрович. Стояла школа в нижній часині села.
- 1965 р. – після повені, навесні будівля нової Привовчанської восьмирічної школи гостинно зустрічала своїх перших учнів її директором була Голосна Галина Іванівна.

- 1972 - 1982 р.р. школу очолював ветеран Великої Вітчизняної війни Шепель Григорій Кузьмич, який заснував музей і керував відкриттям меморіалу загиблим воїнам, що досі знаходиться на подвір’ї школи.
- 1983 рік – школа набуває статусу середньої.
- 1984 рік закладена алея випускників, яка стала початком саду.
- 1986 – 2000 роках директором Привовчанської середньої школи стає Заворотня Людмила Федорівна, з її ініціативи та за підтримки та участі вчителів, учнів, батьків було створено мікроботанічний сад «Магнолія».
- 1987 рік відкрита добудова для початкових класів.
- 1997 рік школа включилися в обласний експеримент «Створення мережі шкіл зміцнення здоров'я, системи неперервного валеологічного виховання та освіти».

- 2002 рік – директором школи стає Бугай Лариса Анатоліївна, яка очолила участь Привовчанської загальноосвітньої середньої школи в обласному експерименті «Створення моделі школи культури здоров’я» за темою «Вплив саду безперервного цвітіння «Магнолія» на становлення еколого - валеологічної свідомості учнів сільської школи». В цьому ж році в приміщенні школи відкрито їдальню, яка дала змогу повноцінному гарячому харчуванню учнів.
- З 2003 по 2009 роки встановлено комп’ютерні класи.
- 2007 рік – новий етап експериментальної роботи – «Створення моделі сучасної сільської школи на основі розвитку життєвих навичок та ключових компетентностей з пріоритетами виховання еколого – валеологічної свідомості під впливом саду безперервного цвітіння «Магнолія».2011рік - реалізація мікропроету "Теплозбереження шляхом заміни вікон " у рамках Міжнародного мікропроекту ЄС ПРООН "Місцевий розвиток, орієнтований на громаду", в результаті чого здійснено заміну 186 вікон та дверей у школі, що сприяло вирішенню оздоровчих завдань закладу.